# 画家の家族
『画家の家族』（がかのかぞく、西: La familia del pintor、英: The Painter's Family）は、フランドルのバロック期の画家ヤーコプ・ヨルダーンスが1621-1622年にキャンバス上に油彩で描いた肖像画である。彼が熟年に差し掛かり、画家として絶頂期にあった頃に制作された。ヨルダーンスを妻のカタリーナ・ファン・ノールト (Catharina van Noort) 、彼らの第一子エリザベト (Elisabeth) とともに描いている。彼らの背後にいる女性は召使である。作品はフェリペ5世以来のスペインの王室コレクションに由来し、現在、マドリードのプラド美術館に所蔵されている。

## 作品

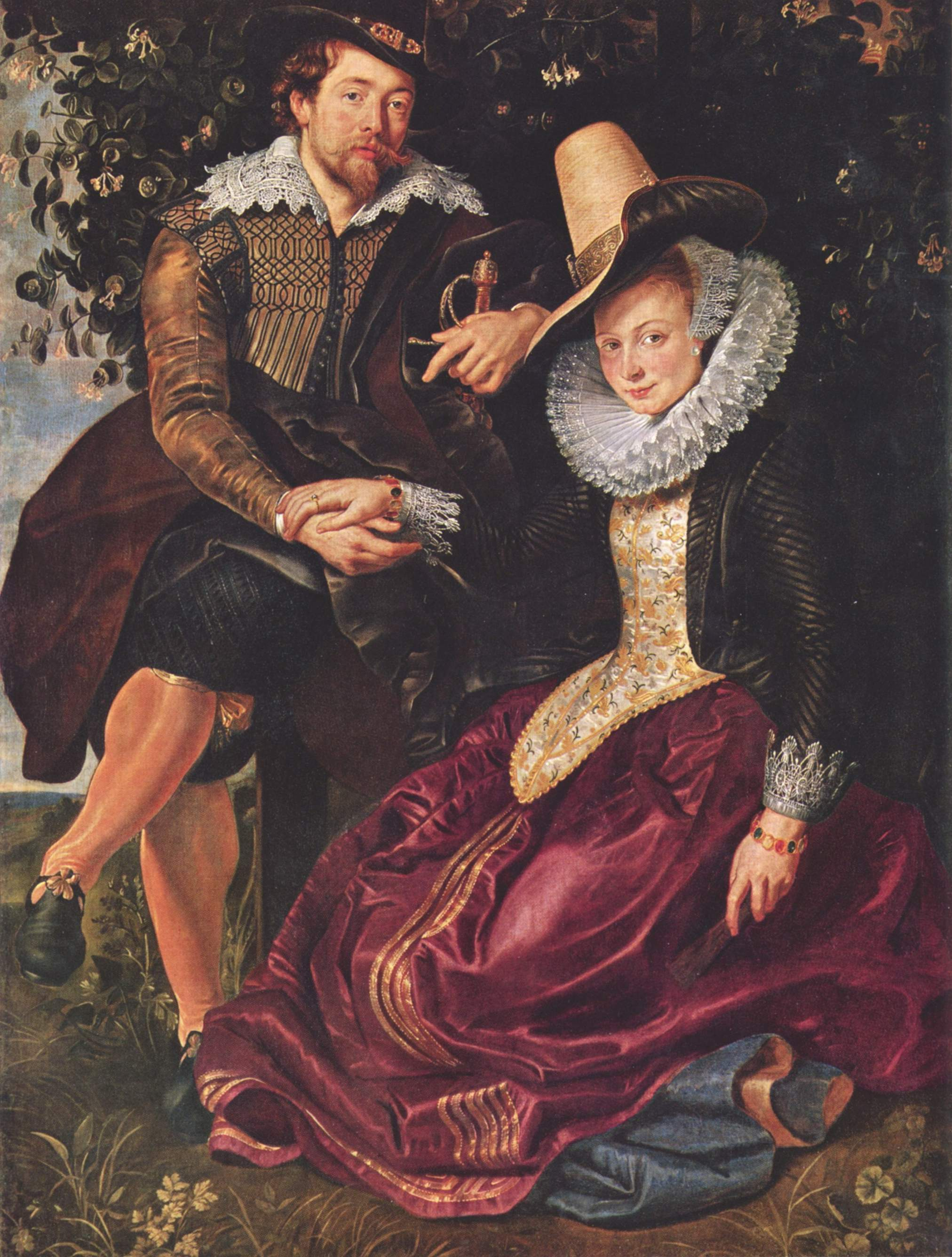
ピーテル・パウル・ルーベンス『ルーベンスとイザベラ・ブラント』 (1609年、または1610年、アルテ・ピナコテーク、ミュンヘン)

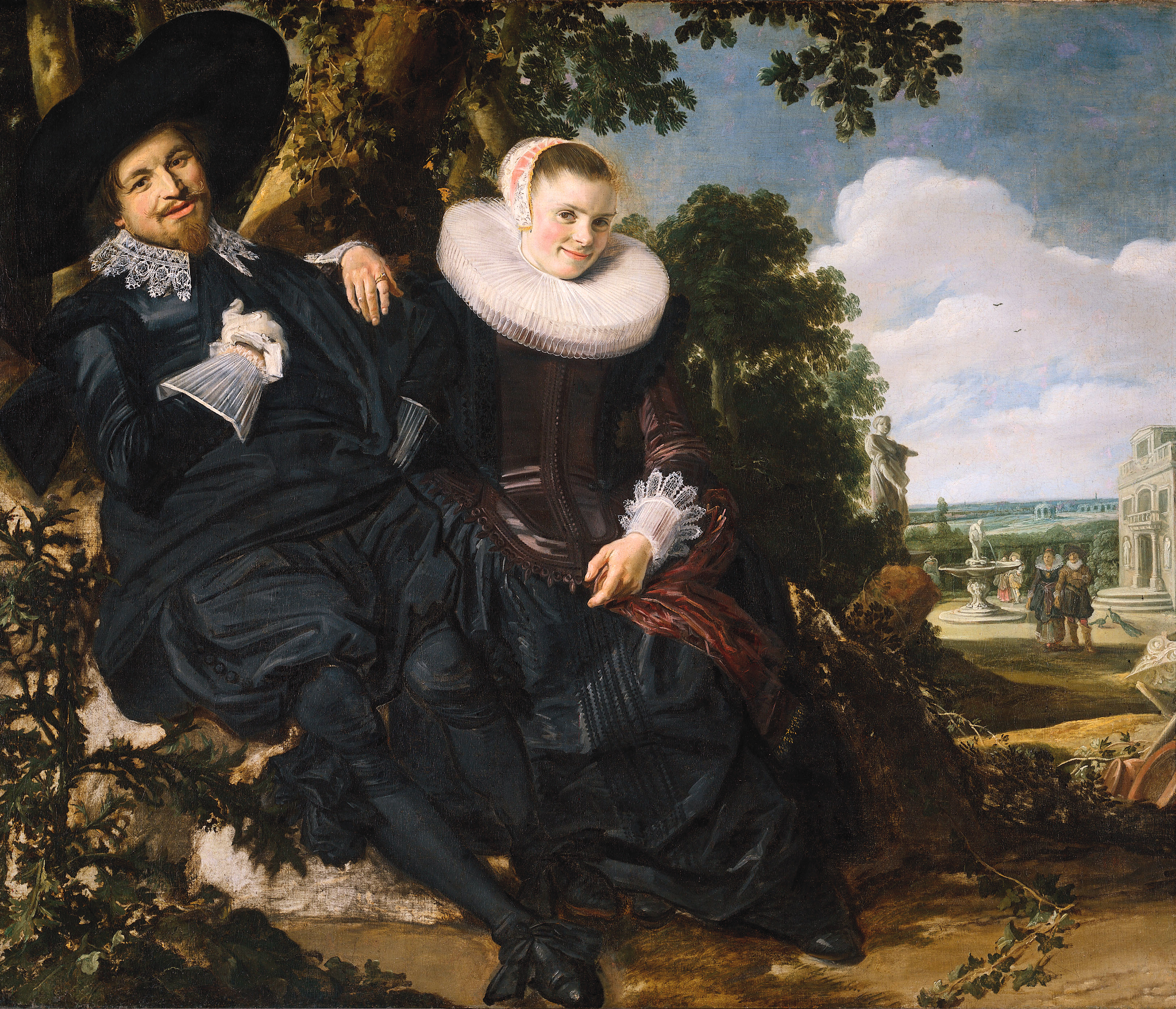
フランス・ハルス『イサーク・マッサとベアトリクス・ファン・デル・ラーンの結婚肖像画』 (1622年、アムステルダム国立美術館)

ヨルダーンスとその家族は貴族階級を思わせる高価で優雅な衣服を纏っており、画家が意図的にその高い社会的地位を本作に反映させたことがわかる。バロック初期のフランドルの画家たちは、創作活動自体を格式高いものとして、自らを社会の名士として認められることを望んだが、本作もその思想にもとづいている。
ヨルダーンスの妻カタリーナはアームチェアにしっかりと腰かけている。彼女は、ややアーモンド型の目、高い鼻、肉感的で少々垂れ下がった下唇によってたやすく見分けられる。画家夫妻の娘は年齢に相応しい流行の服装をし、十字架の下がったサンゴのネックレスを着けている。彼女は右手には花の入った籠を持っており、魅惑的な子供らしい表情で、かわいらしく描かれている。エリザベトは、様々な機会に父親のために絵画のモデルとなった。
ヨルダーンスは、直立している洒落た男性の姿で表現されている。右手をアームチェアの背もたれに置き、右足をアームチェアの横木に置いている。左手にはリュートを持っているが、リュートは知識人、および貴族階級のたしなみである音楽を象徴している。ヨルダーンスが楽器を弾いたかどうかはわかっていない。しかし、彼のように芸術に身を捧げ、教養のある階層と結びついていた男性が楽器を弾いたとしても驚くには値しない。なお、リュートはまた、家族の調和の象徴である可能性がある。
夫妻は優雅な黒色の装いをしているが、ひけらかすかのように見事な白色のひだ襟を見せている。カタリーナのひだ襟はヨルダーンスのより大きく、ヨルダーンスのものはより慎ましやかである。2人ともレースのカフスを着けている。カタリーナは刺繍のある胴着を纏い、ボンネット型の小さいターバンを着けている。彼女の髪の毛には宝石が見え、耳にはイヤリングがついている。娘の他に、夫妻は女性を伴なっているが、その服装と夫妻背後の画面後景という位置からおそらく召使である。彼女のより豊かな色彩の服装は、夫妻の控え目な色の服装とは対照的である。彼女はブドウ (「富裕さ」の象徴) の入った籠を持っており、髪の毛は縦に長いレースのカラーで枠どられ、山高帽を被っている。
人物たちは優美な庭園を舞台としている。そのため、美術史家たちは、本作を中世に遡る、人物たちを「愛の園」に配置する長い伝統に属すものだと見なす考えにいたっている。ルーベンスは、絵画『愛の園』 (プラド美術館) でこの伝統を極めることとなった。
本作でヨルダーンス夫妻の背後にある絡むブドウの蔓は、男女の婚姻の堅固さという概念に関連している。このアレゴリーを用いた他の画家として、『ルーベンスとイザベラ・ブラント』 (1609年、または1610年、アルテ・ピナコテーク、ミュンヘン) を描いたルーベンスと、『イサーク・マッサとベアトリクス・ファン・デル・ラーンの結婚肖像画』 (1622年、アムステルダム国立美術館) を描いたフランス・ハルスが挙げられる。これらの絵画、およびその他の多くの作例は、絡むブドウの蔓を描くことが当時の絵画で頻繁に用いられた手法であるを示唆している。
イルカに載ったキューピッドを象った泉が画面上部左側にみえる。これは「愛の園」を示す特徴であるが、ウェヌスの息子のキューピッドが「愛」そのものと同一視されるためである。ルーベンスとヨルダーンスの何点かの絵画に見出されるモティーフであるオウムは様々な意味を担っている可能性があるが、本作においては婚姻の「忠実さ」の美徳と同一視される。小さなエリザベトが持つリンゴもまた「愛」の象徴であり、彼女が持つ籠の中の花は「無垢さ」と「純粋さ」を表す。さらに、ヨルダーンスの足元から顔を覗かせている犬もまた、すべての配偶者が生涯ずっと維持すべき結びつきの基盤としての「忠実さ」を示唆している。 